# Abby Kelley Foster
Pour les articles homonymes, voir Kelley et Foster.
Abby Kelley Foster, née le 15 janvier 1811 à Pelham dans l'état du Massachusetts et morte le 14 janvier 1887 à Worcester dans le Massachusetts, est une militante abolitionniste américaine qui œuvra entre les années 1830 et 1870. 
Abby Kelley Foster devient un membre influent de l'American anti-slavery society, où elle travaille notamment avec William Lloyd Garrison. 
Elle épouse l'abolitionniste Stephen Symonds Foster (en) ensemble, ils œuvrent pour l'obtention du droit de vote des femmes.

## Biographie

### Jeunesse et formation
Abigail "Abby" Kelley née le 15 janvier 1811 est la cinquième des sept enfants de Wing Kelley, un Irlando-Américain exerçant les métiers de fermier et d'exploitant d'une scierie et de sa seconde épouse Diana Daniels Kelley, une Anglo-Américaine. Ses parents se sont mariés en 1799, l'un comme l'autre sont des Quakers. En 1811, peu de temps après la naissance d'Abby Kelley, un cousin de Diana Daniels Kelley cède une ferme avec un terrain de 40 hectares dans les abords de la ville de Worcester, ce qui rapprocherait Diana Daniels Kelley de ses parents, pour satisfaire son épouse Wing Kelley accepte la proposition, c'est ainsi que la famille Kelley s’installe à Worcester,,,,.  

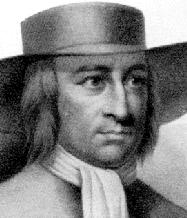
George Fox.

Dès l'âge de trois ans, la jeune Abby Kelley assiste aux assemblées des Quakers de Worcester, où, en même temps qu'elle approfondit sa foi, la confiance en elle-même, à écouter la voix de l'Esprit Saint qui lui parle en son cœur. Par l'enseignement de George Fox, l'un des fondateurs des Quakers, elle apprend que l'esprit du Christ parle aussi aussi bien aux hommes qu'aux femmes et que celles-ci sont capables de prêcher auprès des hommes,,.    
Abby Kelley suit ses études à l'école publique de Worcester, puis en 1826, elle termine ses études dans une école tenue par des Quakers à Providence dans l'État de Rhodes Island qui lui offre une éducation semblable aux meilleurs établissements d'enseignement secondaire (High school),,,,,. 

### Carrière
À partir de 1830, Abby Kelley devient professeure principale d'une école tenue par des Quakers à Lynn dans l'État du Massachusetts,. 
En 1835, Abby Kelley adhère à la section féminine de l'American Anti-Slavery Society de Lynn qui vient d'être créée et en devient sa secrétaire générale en 1836. En 1837, elle fait partie des déléguées à la convention des femmes américaines de l'American Anti-Slavery Society qui se tient à New York. Elle y rencontre William Lloyd Garrison et Theodore Dwight Weld dont elle épouse les thèses abolitionnistes et anime plusieurs conférences anti-esclavagistes,,,.
en 1848, elle sera l'inspiratrice d'Elizabeth Cady Stanton et de Lucretia C. Mott pour tenir la première réunion des féministes américaines la Convention de Seneca Falls,,.

### Vie personnelle
En 1845, elle épouse l'abolitionniste Stephen Symonds Foster (en),,,,. 
Abby Kelley repose au Hope Cemetery (Worcester, Massachusetts) (en). 

## Pour approfondir

#### Notices dans des encyclopédies et manuels de références
- (en-US) Paul Wilson Boyer (dir.), Notable American Women : A Biographical Dictionary, vol. 1 : 1607-1950, A-F, Cambridge, Massachusetts, Belknap Press of Harvard University Press., 1er janvier 1971, 687 p. (ISBN 9780674288362, lire en ligne), p. 647-650.
- (en-US) Robert McHenry (dir.), Famous American Women : A Biographical Dictionary from Colonial Times to the Present, New York, Dover Publications, 1er septembre 1983, 482 p. (ISBN 9780486245232, lire en ligne), p. 138-139,
- (en-US) Jean Fagan Yellin (dir.), The Abolitionist Sisterhood : Women's Political Culture in Antebellum America, Ithaca, état de New York, Cornell University Press, 1er juin 1994, 363 p. (ISBN 9780801480119, lire en ligne), p. 231-248,
- (en-US) Suzanne Michele Bourgoin (dir.), Encyclopedia Of World Biography, vol. 6 : Ford - Grilliparzer, Detroit, Michigan, Gale Research, 2 décembre 1997, 547 p. (ISBN 9780787622213, lire en ligne), p. 25. ,
- (en-US) Patricia Scileppi Kennedy et Gloria Hartmann O'Shields, We Shall Be Heard : Women Speakers in America, Belmont, Californie, Wadsworth Publishing, 1998, 353 p. (ISBN 9780534540401, lire en ligne), p. 31-41,
- (en-US) John A. Garraty (dir.) et Mark C. Carnes (dir.), American National Biography, vol. 8 : Fishberg - Gihon, New York, Oxford University Press, USA, 1999, 959 p. (ISBN 9780195127874, lire en ligne), p. 289-290. ,
- (en-US) Reference Library of American Women, vol. 1 : A-F, Farmington Hills, Michigan, Gale Research, 1999, 236 p. (ISBN 9780787638641, lire en ligne), p. 228-229,
- (en-US) Anne Commire (dir.) et Deborah Klezmer (dir.), Women in World History : A Biographical Encyclopedia, vol. 8 : Jab-Kyt, Waterford, Connecticut, Yorkin Publications & Gale Group, 2000, 879 p. (ISBN 9780787640675, lire en ligne), p. 517-519,
- (en-US) Helen Rappaport, Encyclopedia Of Women Social Reformers, vol. 1 : A-L, Santa Barbara, Californie, ABC-CLIO, 2001, 413 p. (ISBN 9781576071014, lire en ligne), p. 232-234,
- (en-US) Joanne L. Godwin (dir.), Encyclopedia of Women in American History, vol. 2 : Civil War, western expansion, and industrialization, 1820-1900, Armonk, état de New York, Sharpe Reference, 2002, 262 p. (ISBN 9780765680389, lire en ligne), p. 99-100,

#### Essais et biographies
- (en-US) Margaret Hope Bacon, I Speak for My Slave Sister : The Life of Abby Kelley Foster, New York, Crowell, 1974, 264 p. (ISBN 9780690005158, lire en ligne). ,
- (en-US) Dorothy Sterling, Ahead of Her Time : Abby Kelley and the Politics of Antislavery, New York, W. W. Norton Company (réimpr. 1994) (1re éd. 1991), 484 p. (ISBN 9780393311310, lire en ligne). ,

#### Articles
- (en-US) Jane H. Pease et William H. Pease, « Confrontation and Abolition in the 1850s », The Journal of American History, vol. 58, no 4,‎ mars 1972, p. 923-937 (15 pages) (lire en ligne ),
- (en-US) Nancy A. Hewitt, « Feminist Friends: Agrarian Quakers and the Emergence of Woman's Rights in America », Feminist Studies, vol. 12, no 1,‎ printemps 1986, p. 27-49 (23 pages) (lire en ligne ),
- (en-US) Erik J. Chaput, « Proslavery and Antislavery Politics in Rhode Island's 1842 Dorr Rebellion », The New England Quarterly, vol. 85, no 4,‎ décembre 2012, p. 658-694 (37 pages) (lire en ligne ),